# Peso argentinian
Pesoul argentinian este moneda națională a Argentinei (cu codul ISO4217 ARS). Are ca subdiviziuni 100 de centavos. Simbolul utilizat în Argentina pentru peso este $. Bancnotele (de câte 2$, 5$, 10$, 20$, 50$ și 100$), au imprimate pe ele personaje istorice ale secolului al XIX-lea. Monedele au valori de 5, 10, 20 și 50 de centavos.